# Кандревас, Эндрю
Э́ндрю Джеймс Кандре́вас (англ. Andrew James Kandrevas; род. 12 февраля 1972, США) — американский адвокат и политик-демократ, член Палаты представителей Мичигана. Член совета директоров компании «Wayne County Land Bank», бывший президент Греческой адвокатской ассоциации Мичигана.

## Биография
Имеет греческие корни.
В 1993 году окончил среднюю школу.
Получил степень бакалавра политологии в Мичиганском университете (1997) и доктора права в Школе права Университета Детройт-Мерси (2001).
В 2006 году открыл частную адвокатскую фирму «Law Offices Of Andrew J. Kandrevas» в Саутгейте, в здании, где его отец, окружной судья Джеймс Кандревас, занимался юридической практикой.
Служил помощником городского прокурора и прокурором Линкольн-Парка, президентом городского совета и членом плановой комиссии Саутгейта, прокурором округа Уэйн и членом Палаты представителей Мичигана (2009—2014).

## Личная жизнь
Женат.